# Hypena obacerralis
Espèce
Hypena obacerralis est une espèce de lépidoptères (papillons) de la famille des Erebidae.

## Répartition
Hypena obacerralis se rencontre en Afrique au sud du Sahara, au Moyen-Orient et dans la partie sud de l'Asie (Inde, Malaisie).

## Synonymes
- Hypena obliqualis  Kollar 1844
- Hypena longipalpalisGuenée, 1862